# Lipnica
Lipnica es un pueblo ubicado en la municipalidad de Kakanj, en el cantón de Zenica-Doboj, Bosnia y Herzegovina.

## Superficie
Posee una superficie de 21,89 kilómetros cuadrados.

## Demografía
Hasta 2013 la población era de 58 habitantes, con una densidad de población de 2,6 habitantes por kilómetro cuadrado.